# 時雨 (初代神風型駆逐艦)
|          |                                                                       |
| 艦歴     |                                                                       |
| 計画     | 明治37年度臨時軍事費                                                  |
| 起工     | 1905年6月3日                                                          |
| 進水     | 1906年3月12日                                                         |
| 就役     | 1906年7月11日                                                         |
| その後   | 1912年8月28日三等駆逐艦                                               |
| 除籍     | 1924年12月1日                                                         |
| 売却     | 1926年5月5日                                                          |
| 性能諸元 |                                                                       |
| 排水量   | 常備：381t 満載：450t                                                 |
| 全長     | 69.2メートル                                                          |
| 全幅     | 6.6メートル                                                           |
| 吃水     | 1.8メートル                                                           |
| 機関     | レシプロエンジン2基2軸、6,000hp                                       |
| 最大速力 | 29ノット                                                              |
| 航続距離 | 11ノット/850カイリ                                                    |
| 乗員     | 70人                                                                  |
| 兵装     | 80mm（40口径）単装砲 2門 80mm（28口径）単装砲 4門 450mm魚雷発射管 2門 |

時雨（しぐれ）は、大日本帝国海軍の駆逐艦で、神風型駆逐艦 (初代)の10番艦である。同名艦に白露型駆逐艦の「時雨」があるため、こちらは「時雨 (初代)」や「時雨I」などと表記される。

## 艦歴
1905年（明治38年）2月15日、命名（製造番号第10号）。同年6月3日、神戸川崎造船所で起工。1906年（明治39年）3月15日、駆逐艦に類別。二日後の3月17日、進水。同年7月11日、竣工。
第一次世界大戦では、シンガポール方面の警備に従事した。
1924年（大正13年）12月1日、除籍。1926年（大正15年）5月5日、売却。

## 艦長
※『日本海軍史』第9巻・第10巻の「将官履歴」及び『官報』に基づく。
駆逐艦長
- （兼）渡辺真吾 少佐：1906年6月14日 - 8月30日
- 磯部忠次 少佐：1906年8月30日 - 1907年3月30日
- 笹尾源之丞 大尉：1907年3月30日 - 1908年4月20日
- （兼）広沢恒 大尉：1908年4月20日 - 8月21日
- 熊沢伊勢雄 大尉：1908年8月21日 - 1910年2月16日
- （兼）石川庄一郎 大尉：1910年2月16日 - 4月28日
- （兼）田辺栄次郎 大尉：1910年4月28日 - 12月1日
- 瀧田吉郎 大尉：1910年12月1日 - 1911年5月23日
- 加島次太郎 大尉：1911年5月23日 - 1913年5月24日
- 高橋正雄 大尉：1913年5月24日 -
- 岩村兼言 大尉：1914年12月1日 - 1915年12月13日
- 長井実養 大尉：1915年12月13日 - 1918年7月2日[7]
- （兼）緒方末記 少佐：1918年7月2日[7] - 1918年9月2日[8]
- （兼）竹内正 少佐：1918年9月2日[8] -
- 次木亀作 大尉：1918年12月1日[9] - 1920年12月1日[10]
- 栗田健男 大尉：1920年12月1日 - 1921年6月8日
- 長尾惣助 大尉：1921年6月8日[11] - 1921年11月10日[12]
- 早川定三 大尉：1921年11月10日[12] - 1922年11月1日[13]
- 日野昇一 大尉：1922年11月1日[13] - 1923年11月10日[14]
- 西岡茂泰 大尉：1923年11月10日 - 1924年4月10日
- 伊藤皎 大尉：1924年4月10日[15] -